# Lucile Watson
Lucile Watson (født 27. maj 1879, død 24. juni 1962) var en canadisk teater- og filmskuespiller. Watson debuterede på Broadway i 1902 og medvirkede i en lang række forestillinger der indtil 1954. Som filmskuespiller gjorde hun sine mest betydningsfulde bidrag i 1940'erne.